# توماس جي. بيرغن
توماس جي. بيرغن (بالإنجليزية: Thomas G. Bergin)‏ هو باحث في الرومانسية وأستاذ جامعي وشاعر أمريكي، ولد في 17 نوفمبر 1904 في نيو هيفن في الولايات المتحدة، وتوفي في 30 أكتوبر 1987 في ماديسون في الولايات المتحدة.